# بدع بن عرفج (الخرج)
مركز بدع ابن عرفج هو مركزٌ إداري تابعٌ لمحافظة الخرج في منطقة الرياض ، وتصنف من فئة (أ) ورمزها 1023.